# Jacobo de Sarug
Jacobo de Sarug (Yaʿquḇ Sruḡāyâ) (Curtamum, c. 452- c. 521) fue un religioso sirio, obispo de Batne o Batnes (Batnae, Βάτνη o Βατναί) posteriormente llamada Saruj, u Osroena, a unos 50 km al este de Birtha, en el Éufrates. Se lo considera uno de los principales poetas y teólogos de la tradición del cristianismo siríaco.
Sus padres parecía que no podían tener hijos y cuando Jacob nació fue considerado una bendición de Dios. Creció y pronto se destacó por sus conocimientos y elocuencia. No llegó a obispo hasta que tuvo unos 68 años, el 519, y ejerció sólo tres años. Murió hacia el 522 con 70 años. 
Es reverenciado por las iglesias maronita y jacobita, pero no se tiene que confundir con el santo sirio Jacob mencionado por Procopio que vivió medio siglo antes.

## Obra
- Paulus Bedjan (ed.) Homiliae selectae Mar-Jacobi Sarugensis I-V. Leipzig 1908/1910.

- G. Olinder (ed.) Jacobi Sarugensis Epistolae quotquot supersunt (= CSCO, Scriptores Syri; Serie II, v. 45) Paris 1937. Repr. Louvain 1965.

### Traducciones
- Gustav Bickell (ed.) Ausgewählte Gedichte der syrischen Kirchenväter. Cyrillonas, Isaak von Antiochien und Jacob von Sarug (BKV 77), Kempten 1872.

- Sebastian P. Brock, ed. (2022). The Stanzaic Poems of Jacob of Serugh: A Collection of His Madroshe and Sughyotho (en inglés). Gorgias Press. ISBN 978-1-4632-4430-9.